# Oslo Freedom Forum
Oslo Freedom Forum (OFF) er en årlig tilbagevendende konference om menneskerettigheder, som afholdes i Oslo, og blev afholdt første gang i 2009. Den arrangeres af Human Rights Foundation (HRF) og blev etableret af HRFs grundlægger Thor Halvorssen. Ifølge arrangørerne er konferencen en del af «Human Rights Foundations igangværende kampagne», som handler om at forsvare og fremme menneskers frihed i hele verden.
The Economist omtalte Oslo Freedom Forum 2010 som “en storslået menneskerettighedsfestival” og beskrev det som værende “på vej til at blive et menneskerettighedsmodstykke til Davos økonomiske forum”. Alle taler er filmet og publiceret på youtube.com/oslofreedomforum. 
I 2009 var Civita, Human Rights Action Center, International Society for Human Rights, Laogai Research Foundation og Journalister uden grænser anført som samarbejdspartnere. I 2010 var Oslocenteret for fred og menneskerettigheder, Amnesty International, Den Norske Helsingforskomité, Human Rights House Foundation, Fritt Ord og Civita partnere.

## Deltagere
| Blandt konferencedeltagerne i 2009 var: - Kjell Magne Bondevik (tidl. statsminister) - Sarah Ferguson (Hertuginden af York) - Vytautas Landsbergis (tidl. præsident af Letland) - Kristin Clemet (leder af Civita, tidl. norsk utddannelses- og forskningsminister) - Mutabar Tadjibayeva (tidl. politisk fange i Usbekistan) - Aliaksandr Bialiatski (hviderussisk demokratiaktivist) - Palden Gyatso (tidl. buddhistisk politisk fange) - Arne L. Lynngård (leder af Raftostiftelsen) - Park Sang Hak (nordkoreansk demokratiaktivist) - Magne Ove Varsi (aktivist, urbefolkningsforkæmper))) - Vo Van Ai (vietnamesisk menneskerettsaktivist) - Sarah Bronfman (arving til Seagram-formuen) - Jacqueline Moudeina (leder af den jødiske menneskerettighedskommision) - Peder Lunde (norsk olympiadedeltager) - Vladimir Bukovsky (tidl. sovjetisk afhopper)) - Harry Wu (kinesisk afhopper)) - Leyla Zana (tidl. tyrkisk politisk fange) - Victor Hugo Cardenas (tidl. vicepræsident i Bolivia) - Emil Constantinescu (tidl. præsident for Rumænien) - Jung Chang (forfatter, Wild Swans/Vilde Svaner) - Jack Healey (tidligere daglig leder af Amnesty International) - L. Craig Johnstone (ass. flygtningehøjkommissær, FN) - Greg Mortenson (medforfatter af Three Cups of Tea) Efter konferencen blev hvert bidrag publiceret på nettet. På grund af sygdom deltog Vaclav Havel og Elie Wiesel via videoindspillede indslag, produceret for Oslo Freedom Forum. Desuden deltog 94-årige Ramón José Velásquez, tidligere præsident for Venezuela, via video. | Blandt konferencedeltagerne i 2010 var: - Kjell Magne Bondevik (tidl. statsminister) - Kristin Clemet (leder Civita, tidl. norsk uddannelses- og forskningsminister) - John Peder Egenaes ((Generalsekretær, Amnesty Internasjonal Norge) - H.E. Manizha Bakhtari ((Afghanistans ambassadør i Norge) - Kai Eide (FNs specialudsending i Afghanistan og leder for UNAMA) - Jan Erik Helgesen (præsident for Venedigkommissionen) - Torstein Nybo (producent, Burma VJ) - Åsne Seierstad (forfatter, Boghandleren i Kabul) - Therese Jebsen (Daglig leder af Raftostiftelsen) - Kate Hughes (Women for Women International) - Mark Belinsky (Digital Democracy) - Birgitta Ohlsson (Svensk EU-minister) - Vladimir Bukovsky (tidl. politisk fange i Sovjet) - Emil Constantinescu (tidl. præsident for Rumænien) - Mauro de Lorenzo (vicepræsident, Freedom and Free Entreprise, John Templeton Foundation) - Michael C. Moynihan ((chefredaktør,, Reason magazine) - Paula Schrifer ((informationschef, Freedom House) - James Traub ((gæsteskribent, The NYT Magazine) - Claudia Rosett ((klummeskribent, Forbes magazine) - Mona Eltahawy (prisvinnende Egyptisk journalist) - Diego Arria (tidligere præsident for FNs sikkerhedsråd) - Julian Assange (grundlægger, WikiLeaks) - Lubna al-Hussein (sudanesisk kvinderettighedsforkæmper) - Anwar Ibrahim (oppositionsleder, Malaysia) - Rebiya Kadeer (præsident, World Uyghur Congress) - Kang Chol-Hwan (nordkoreansk forfatter, Aquariums of Pyongyang) - Garry Kasparov (russisk stormester i skak og demokratiforkæmper) - Mart Laar (tidl. statsminister for Estland) - Leopoldo Lopez (oppositionsleder, Venezuela) - Marina Nemat (tidl. politisk fange, Iran) - Clara Rojas (colombiansk politiker, tidligere kidnappet af FARC) - Sima Samar (formand, AIHRC) - Benjamin Skinner (forfatter, A Crime So Monstrous) - Mukthar Mai (pakistansk kvinderettighedsforkæmper) - Peter Thiel (medgrundlægger, PayPal) - Samuel Kofi Woods (opbygningsminister, Liberia) - Lidia Yusupova (tjetsjensk advokat) - Armando Valladares (tidl. cubansk politisk fange) - Lech Walesa (tidligere polsk præsident, Nobels fredsprisvinder) - Jared Genser (præsident, Freedom Now) - Kasha Jacqueline (ugandisk menneskerettighedsaktivist) - Marina Nemat (tidl. iransk politisk fange) - Gilbert Tuhabonye (burundisk overlevende fra folkemord) - Pierre Claver Mbonimpa (burundisk fængselsreformator) - Siegmar Faust (tysk forfatter) - Marcel Granier (venezeluansk journalist) - Zuhdi Jasser (præsident og grundlægger, American Islamic Forum for Democracy) - Abdulkarim Al-Khaiwani (yemenittisk journalist) - Guadalupe Llori (ecuadoriansk politiker) - Sophal Ear ((forsker i det cambodjanske folkemord) - Alyaksandr Kazulin (hviderussisk oppositionsleder)) Desuden deltog følgende personer via video: grundlæggeren af Wikipedia, Jimmy Wales, den peruvianske økonom, Hernando de Soto, den vietnamesiske, religiøse leder, Thich Quang Do, og den cubanske blogger, Yoni Sanchez. |